# Энергоноситель

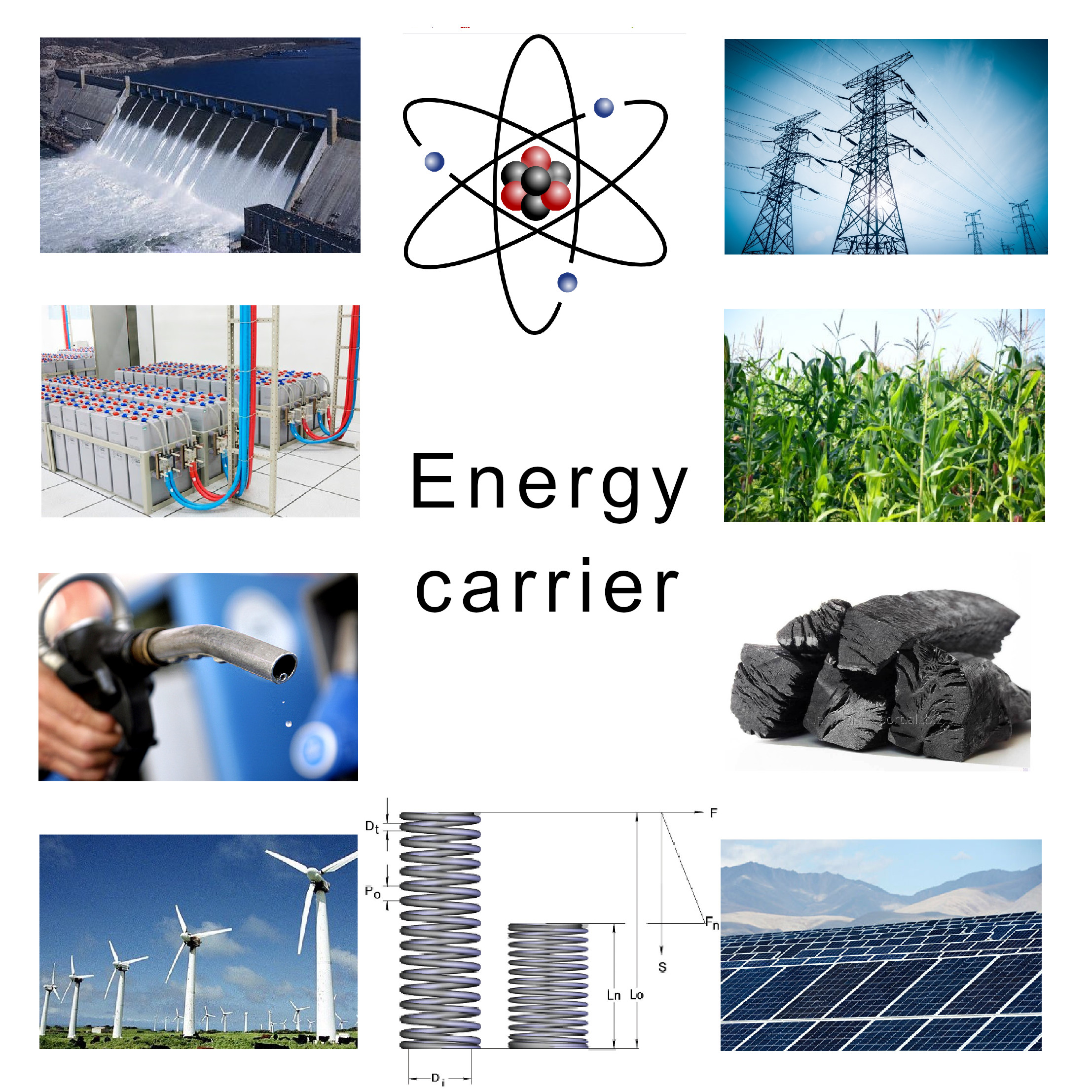
Некоторые виды энергоносителей (солнечное излучение, падающая вода и ветер представлены символами).

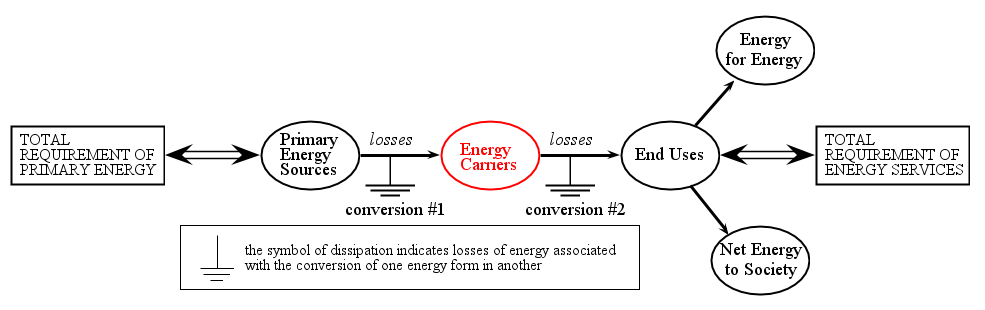
В энергетике энергоносители осуществляют связь с первичными источниками энергии.

Энергоноси́тель (англ. — energy carrier, лат. — industria carrier) — вид ресурсов природного и искусственного происхождения, являющихся источниками энергии (разнообразные типы газа, угля, нефтяной продукции, ядерное топливо, водород, древесина и тому подобное), которые впоследствии могут быть преобразованы в другие формы, такие как механическая работа, тепло и другие.
Энергоносители могут находиться в различных агрегатных состояниях, либо иных формах материи (плазма, поле, излучение и так далее). К ним так же относятся конденсаторы, сжатый воздух, падающая и текущая вода и др. Энергоносители не производят энергию, они просто содержат энергию, передананную им другой системой. По своей природе энергоносители разделяются на первичные и вторичные. Согласно законам термодинамики первичные энергоносители, такие как солнечное излучение, природный газ и им подобные, не могут быть искусственно созданы, в отличие от вторичных, таких как ядерное топливо, торфяные брикеты, флотский мазут и так далее.

## Классификация
Согласно требованиям Департамента по экономическим и социальным вопросам (ДЭСВ) ООН, все энергоносители и энергетические товары должны быть точно определены в соответствии с принятыми в международном масштабе стандартами.
Энергоносители классифицируются по категориям, по СМКЭП (Стандартная международная классификация энергетических продуктов), по удельному весу и плотности в градусах API, или другим параметрам и стандартам (ГОСТы, ISO и др.). Энергоносители и энергетические товары измеряются по их массе или весу, объёму теплопроводной способности, мощности и суммарно производимой работе.

### По категориям
Статистическим отделом ДЭСВ ООН определены 5 категорий энергоносителей:

#### Твердые топлива
Твердые топлива:
- каменный уголь
- бурый уголь или лигнит
- торф
- брикетное топливо
- буроугольные брикеты
- торфяные брикеты
- кокс
- буроугольный кокс
- горючий сланец
- битуминозные пески
- битумы
- сверхтяжелые виды сырой нефти (более 1000 кг/м3)
- битум
- нефтяной парафин
- нефтяной кокс

#### Жидкие топлива
Жидкие топлива:
- сырая нефть
- спирт (этанол, метанол)
- жидкие вещества, полученные из природного газа
- заводской конденсат
- бензин из промысловых газов
- нефтепродукты (получаемые путем перегонки и крекинга, за исключением продуктов полученных из природного газа, угля, лигнита и их производных)
- авиационный бензин
- автомобильный бензин
- топливо для реактивных двигателей (смесь керосина и бензина или лигроина, отгоняемая при температуре 100—250°С)
- керосин
- газойль
- остаточное мазутное топливо (мазут)
- сжиженный нефтяной газ (СНГ)
- промышленный газ
- сырьевые продукты (полученные из сырой нефти)
- нафта (соотношение углерода и водорода 84:14 или 84:16)
- уайт-спирит
- смазочные масла
- другие нефтяные продукты (включая частично переработанные и не отнесенные к другим категориям)

#### Газообразные топлива
Газообразные топлива:
- природный газ
- газогенераторный газ
- коксовый газ
- колошниковый газ
- биогаз

#### Электроэнергия и другие виды энергии
Электроэнергия и другие виды энергии:
- первичная электроэнергия
- производство урана
- пар и горячая вода

#### Традиционные виды энергии
Традиционные виды энергии:
- дрова
- древесный уголь
- жом сахарного тростника
- отходы растительного происхождения
- отходы животного происхождения (навоз и др. несушеные выделения животных, птиц и в том числе людей)
- другие отходы (виды энергии не определённые данным перечнем, такие как муниципальные отходы, отходы целлюлозно-бумажной промышленности)

### По СМКЭП
Классификация по СМКЭП состоит из четырёх уровней, называемых разделами (первый уровень), подразделами (второй уровень), группами (третий уровень) и подгруппами (четвертый уровень). Система кодирования состоит из четырёхзначного числового кода, в котором первая цифра обозначает раздел, первые две цифры — подраздел, и так далее. Таким образом, все четыре цифры вместе обозначают конкретную подгруппу в классификации.
Пример:
Раздел 0 — Уголь
Подраздел 01 — Каменный уголь
Группа 012 — Битуминозный уголь
Подгруппа 0129 — Прочие битуминозные угли

## Определение понятия энергоноситель согласно ГОСТ
По ГОСТ Р 53905-2010:
— энергоноситель — вещество в различных агрегатных состояниях, запасенная энергия которого может быть использована для целей энергоснабжения;
— природный энергоноситель — энергоноситель, образовавшийся в результате природных процессов;
— произведенный энергоноситель — энергоноситель, полученный как продукт производственного технологического процесса.
По ГОСТ Р ИСО 857-1-2009:
— энергоноситель — физическое явление, при котором образуется необходимая для сварки энергия путём передачи или путем превращений внутри детали(ей).
По ГОСТ Р 51380-99:
— энергоноситель — вещество в различных агрегатных состояниях (твердое, жидкое, газообразное), либо иные формы материи (плазма, поле, излучение и т. д.), запасённая энергия которых может быть использована для целей энергоснабжения.
По ГОСТ Р ИСО 13600-2011:
— энергоноситель — материя в виде вещества или поля, обладающая энергией, которая может быть использована для целей энергопотребления.

## Определение понятия энергоноситель согласно ISO
Согласно ISO 13600 энергоноситель — это вещество или явление, которое можно использовать для производства механической работы или тепла, а также для управления химическими или физическими процессами. Это любая система или вещество, которые содержат энергию для преобразования в такую энергию, которую можно использовать в иное время или в ином месте.
Серия ISO 13600 (ISO 13600, ISO 13601 и ISO 13602) предназначена для использования в качестве инструментов для определения, описания, анализа и сравнения технических энергетических систем (TES) на микро- и макроуровнях.

## Плотность энергии в некоторых энергоносителях
Основная статья: Плотность энергии
По массе:
- Водород: 33,3 кВтч / кг
- Природный газ: 13,9 кВтч / кг
- Бензин: 12,7 кВтч / кг

По объёму:
- Бензин: 8760 кВтч / м³
- Природный газ (20 МПа): 2580 кВтч / м³
- Водород (жидкость): 2360 кВтч / м³
- Газообразный водород (20 МПа): 530 кВтч / м³
- Газообразный водород (нормальное давление): 3 кВтч / м³

См. также: Примеры первичных и вторичных энергоносителей.
| Вещество или форма энергии | Плотность энергии в МДж / кг | Продукты и производные                                       |
| -------------------------- | ---------------------------- | ------------------------------------------------------------ |
| Древесина                  | 13-20                        | Пиломатериалы, пеллеты, бумага                               |
| Бурый уголь                | 28,47                        | Брикет, лигнитовый кокс                                      |
| Каменный уголь             | 30-е                         | Энергетический уголь, кокс                                   |
| Сырая нефть                | 42,8                         | Бензин, мазут, керосин, дизельное топливо, битум, пластмассы |
| Натуральный газ            | 30-50                        | Городской газ, СУГ                                           |
| Растительное масло         | 36                           | RME (например, метиловый эфир рапса)                         |